# 日東石膏
日東石膏株式会社（にっとうせっこう）は、かつて存在した日本の石膏メーカー。

## 主な概要
1936年に森村財閥の日本陶器（現・ノリタケカンパニーリミテド）、東洋陶器（現・TOTO）と日本碍子（現・日本ガイシ）の三社によって設立され、陶磁器の成型に用いる焼石膏などを製造していた。1985年にノリタケカンパニーリミテドに吸収され、会社が消滅した。
泥漿鋳込み法による陶磁器の成型には焼石膏が型として用いられるため、日本陶器は20世紀初頭にドイツから天然石膏を輸入していた。第一次世界大戦によってこれが途絶えるとアメリカからの輸入が始まったが、大戦が進むにつれてこちらも仕入れが困難になったため、1919年に工場を新設して中国湖北省の漢口から輸入した原石をもとに焼石膏を生産するようになった。その後、日本陶器は日本碍子への販売や建築、歯科分野などの製品の生産も手がけて生産量が増加したため、1936年9月17日に同社の石膏部門を母体として日東石膏株式会社が設立された。
独立後、石膏原石が搬入される名古屋港の隣に新しく築地工場が建設された。戦後、GHQ向けの粉末石膏材料の需要が急増したため、1947年に粉末材料と石膏ボードの生産を始めた。このために翌1948年3月には名古屋市中川区に中川工場が作られている。防火・耐火性や吸音性などに優れた製品が生産されるようになり、1962年3月10日には日東化学と合弁で青森県八戸市に日東石膏ボード株式会社を、1964年5月2日には日本合同肥料、三菱商事、十條製紙と合弁で日本石膏ボード株式会社を設立している。
しかし、その後は住宅地の中川工場を拡張できないことなどから石膏ボードのコスト競争では不利な立場になっていく。1974年に売上高はピークの82億円となったが、やがて中川工場を閉鎖して石膏ボード生産からの撤退を余儀なくされた。工業用部品の鋳造用金型や食器の成型用に焼石膏の需要があったため、1984年10月31日にノリタケカンパニーリミテドとの合併が決まり、翌年6月1日に同社に吸収され日東石膏は消滅した。
合併後は築地工場を事業所とし、日東石膏事業部という名称で陶磁器用・歯科用・工業用の石膏を製造した。2001年に石膏部門は株式会社ノリタケジプサムとして分社され、2006年の売上高は約20億円となっている。